# Děkanství slavkovské
Děkanství slavkovské je územní část brněnské diecéze s centrem ve Slavkově u Brna. Zahrnuje 26 římskokatolických farností. Děkanství je starobylé a nově bylo vymezeno při reformě členění brněnské diecéze k 1. červenci 1999.
Funkci děkana vykonává od 1. srpna 2023 P. Jiří Janoušek, farář farnosti Slavkov u Brna.

## Seznam farností
| Farnost               | Správce                                     | Farní kostel            |
| --------------------- | ------------------------------------------- | ----------------------- |
| Bohdalice             | R. D. Mgr. Bc. Jan Hanák                    | Nanebevzetí Panny Marie |
| Bošovice              | administrátor excurrendo, Otnice            | sv. Stanislava          |
| Brankovice            | R. D. ICLic. Mgr. Miroslav Slavíček         | sv. Mikuláše            |
| Bučovice              | R. D. ThLic. Damián Jiří Škoda              | Nanebevzetí Panny Marie |
| Dobročkovice          | administrátor excurrendo, Milonice          | Všech svatých           |
| Dražovice             | R. D. ICLic. Mgr. František Nechvátal       | Narození Jana Křtitele  |
| Drnovice              | R. D. Mgr. Marián Kalina                    | sv. Vavřince            |
| Hvězdlice             | administrátor excurrendo, Brankovice        | sv. Jakuba              |
| Chvalkovice u Bučovic | administrátor excurrendo, Brankovice        | sv. Bartoloměje         |
| Kobeřice u Brna       | administrátor excurrendo, Šaratice          | sv. Jiljí               |
| Komořany              | administrátor excurrendo, Dražovice         | sv. Barbory             |
| Královopolské Vážany  | administrátor excurrendo, Rousínov          | sv. Filipa a Jakuba     |
| Křenovice u Slavkova  | R. D. Tomáš Marada, DiS.                    | sv. Vavřince            |
| Křižanovice u Bučovic | administrátor excurrendo, Bučovice          | Nanebevzetí Panny Marie |
| Kučerov               | administrátor excurrendo, Bohdalice         | sv. Petra a Pavla       |
| Letonice              | R. D. ICLic. Mgr. Jan Nepomuk Martin Bejček | sv. Mikuláše            |
| Luleč                 | administrátor excurrendo, Drnovice          | sv. Martina             |
| Milonice              | R. D. Mgr. Stanislav Mahovský               | sv. Petra a Pavla       |
| Nemotice              | administrátor excurrendo, Milonice          | sv. Václava             |
| Nevojice              | administrátor excurrendo, Bučovice          | sv. Mikuláše            |
| Nížkovice             | administrátor excurrendo, Slavkov u Brna    | sv. Kunhuty             |
| Otnice                | R. D. Pavel Buchta                          | sv. Aloise              |
| Rousínov u Vyškova    | R. D. Mgr. Andrzej Wąsowicz                 | sv. Václava             |
| Slavkov u Brna        | R. D. ICLic. Mgr. Jiří Janoušek             | Vzkříšení Páně          |
| Šaratice              | R. D. Mgr. Siard Kamil Novotný, OPraem.     | sv. Mikuláše            |
| Vážany nad Litavou    | administrátor excurrendo, Šaratice          | sv. Bartoloměje         |

## Zrušené farnosti
Po roce 1999 byly v děkanství zrušeny tři farnosti:
| Datum             | Farnost    | Farní kostel          | Sloučena do farnosti |
| ----------------- | ---------- | --------------------- | -------------------- |
| 1. ledna 2006     | Rousínovec | sv. Václava           | Rousínov u Vyškova   |
| 30. června 2016   | Račice     | Zvěstování Páně       | Drnovice             |
| 31. prosince 2024 | Rostěnice  | sv. Cyrila a Metoděje | Kučerov              |